# Alfonso Lista
Alfonso Lista est une municipalité de la province d’Ifugao, aux Philippines.